# 菱叶大黄
菱叶大黄（学名：Rheum rhomboideum）为蓼科大黄属下的一个种。

## 扩展阅读
- 維基物種上的相關：菱叶大黄